# Estação Kivenlahti
Kivenlahti (em sueco:  Stensvik) é uma das 30 estações do Metro de Helsínquia. Parte da segunda fase do projecto de expansão a ocidente "Länsimetro", entrou em serviço a 3 de Dezembro de 2022   .